# NGC 7539
NGC 7539 este o galaxie situată în constelația Pegas. A fost descoperită în 17 august 1828 de către John Herschel.